# Демме, Рудольф
Рудольф Август Демме (нем. Rudolf August Demme; 3 июня 1894, Мюльхаузен, Тюрингия — 5 января 1976, Меккенхайм (Рейнланд)) — военачальник нацистской Германии, генерал-майор вермахта (20 сентября 1944 года). Награждён Рыцарским крестом Железного креста с дубовыми листьями (28 июля 1944 года).

## Биография
Офицером инженерных войск добровольно участвовал в Первой мировой войне. В 1919 году ушёл в отставку с военной службы.
В 1934 году вступил в вермахт. В 1936—1937 годах служил офицером-инструктором легиона «Кондор». Участвовал в Гражданской войне в Испании. В первые два года Второй мировой войны возглавлял несколько батальонов. В июне 1942 года служил в составе 59-го моторизованного полка.
С 20 сентября до декабря 1944 года полковник Р. Демме командовал 17-й танковой дивизией и вёл бои на Западной Украине, а с осени 1944 — в южной Польше.
С 15 марта 1945 года — командир 132-й пехотной дивизии, с которой сражался в Курляндском котле.
12 мая 1945 года взят в плен советскими войсками в Курляндии. В 1949 году был осуждён за военные преступления и приговорен к 25 годам исправительно-трудовых лагерей.
6 октября 1955 года в качестве неамнистированного преступника передан властям ФРГ, которыми освобождён.